# 崤底之战
崤底之战，东汉建武三年（27年）正月，东汉征西大将军冯异大败赤眉军于崤底（崤山谷地）的作战。
27年正月，放弃长安（今陕西西安市西北）东归的赤眉军在湖县（今陕西潼关东）一带击败东汉大司徒邓禹军及救助邓禹的冯异军。闰正月，赤眉军继续东行再与冯异军会战。冯异先遣一部兵力化装成赤眉军潜伏路旁，以小部兵力诱对方进攻，再以主力粗拒。会战中，伏兵突起，造成赤眉军不能识别敌我，以至溃败。冯异军追击至崤底。赤眉军八万余人投降。